# El intermedio: International Edition

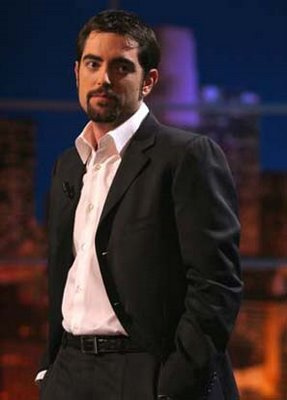
Dani Mateo, presentador de 'El intermedio: International Edition', durante la interpretación de un monólogo en 'El Club de la Comedia'

El intermedio: International Edition fue una variante del programa de televisión de actualidad y humor en clave satírica El intermedio emitido de febrero a marzo de 2013 en la cadena española LaSexta.

## Formato
Trataba de analizar la actualidad internacional con humor, intercalando distintos reportajes de otros estilos. No obstante, el programa también se centraba en todo lo que ocurría durante la semana en España. Estaba presentado por Dani Mateo, acompañado por cinco reporteros de diferentes nacionalidades, dedicado cada uno de ellos a uno de los cinco continentes: Liam J. Aldous comentaba la actualidad de Oceanía; Mary Ruiz trataba el continente de América, Jimmy Castro analizaba lo que ocurría en África, Renata Zanchi se centraba en la actualidad de Europa y Jianyang Huang en la de Asia. Los colaboradores también comentaban lo más destacado de la semana en España. Finalmente, un famoso invitado acudía al programa y se exponía a una pequeña entrevista en tono humorístico.
El programa fue emitido por laSexta en las sobremesas de los sábados y domingos, a partir de las 16:00 horas, desde el 16 de febrero hasta el 24 de marzo de 2013. Debido a los discretos índices de audiencia que había estado cosechando durante sus primeras semanas de emisión, Dani Mateo confirmó el 19 de marzo de 2013 (a través de su cuenta de Twitter) que Atresmedia había decidido cancelar el programa. Finalmente, El Intermedio: International Edition se despidió de los espectadores el 24 de marzo del mismo año. No obstante, la versión diaria de El intermedio continúa sus emisiones de lunes a jueves de la mano de El Gran Wyoming.

## Reparto

### Presentador
- Dani Mateo

### Colaboradores
- Jianyang Huang
- Renata Zanchi
- Jimmy Castro
- Liam J. Aldous
- Mary Ruiz